# Johann Samuel Diterich

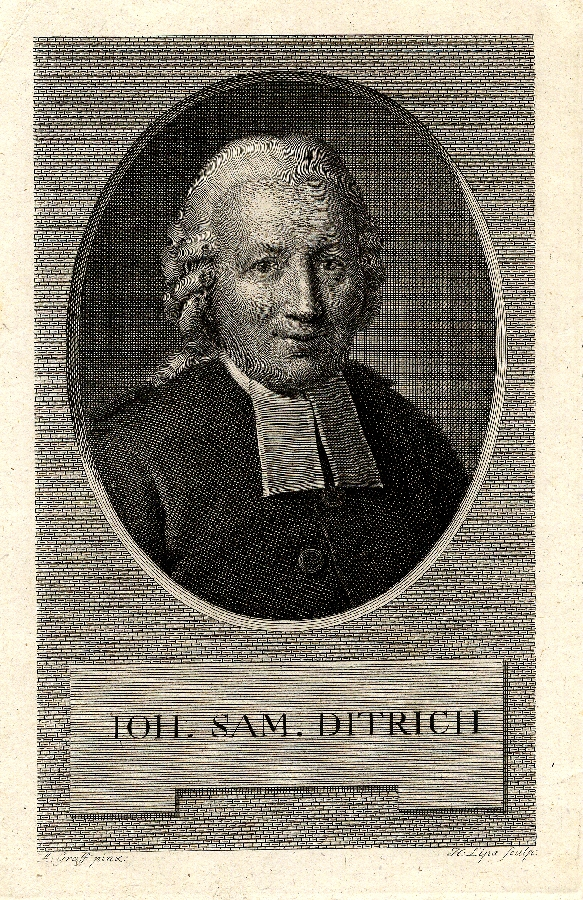
Johann Samuel Diterich

Johann Samuel Diterich (Berlijn, 15 december 1721 – aldaar, 14 januari 1797) was een Duits kerklieddichter.

## Biografie
Diterich is als zoon van een dominee op de wereld gekomen. Hij studeerde in Frankfurt (Oder) en in Halle. In Berlijn werd hij in 1744 tot hofmeester benoemd en in 1748 tot diaken van de kerk van zijn vader. Bij het grafelijke Hackesche regiment werd hij even later veldprediker. In 1751 werd hij aartsdiaken en in 1754 uiteindelijk pastor van de Marienkirche in Berlijn. 14 jaar later werd hij lid van de Oberkonsistorialrat. In 1780 behoorde hij tot de drie uitgevers van het Gesangbuchs zum gottesdienstlichen Gebrauch in den Königlich-Preußischen Landen. De liedbundel werd door zijn uitgever August Mylius ook als Mylius bekend. Door zijn sterke veranderingen aan traditionele liederen kreeg hij later van August Nelle de bijnaam der Geiserich unter den Gesangbuch-Vandalen In het Evangelisches Gesangbuch staan zijn liederen niet meer; zijn Hemelvaartslied Ihr Christen hoch erfreuet euch werd daarentegen al in 1807 in een katholieke liedbundel opgenomen en staat (na meerdere aanpassingen) tegenwoordig in het Gotteslob.

## Publicaties (selectie)
- Ihr Christen hoch erfreuet euch (GL 229)
- Cogitationes philosophicae (1742)
- Andachten für Christen, die zum Heiligen Abendmahl gehen (1775)
- Unterweisung zur Glückseligkeit nach der Lehre Jesu. Berlijn: Friedrich Nicolai 1782